# جيمس وينديل
جيمس وينديل (بالإنجليزية: James Wendell)‏ هو منافس ألعاب قوى أمريكي، ولد في 3 سبتمبر 1890 في سكنيكتادي في الولايات المتحدة، وتوفي في 22 نوفمبر 1958 في فيلادلفيا في الولايات المتحدة.

## وصلات خارجية
- جيمس وينديل على موقع أوليمبيديا (الإنجليزية)